# Xã Wakenda, Quận Carroll, Missouri
Xã Wakenda (tiếng Anh: Wakenda Township) là một xã thuộc quận Carroll, tiểu bang Missouri, Hoa Kỳ. Năm 2010, dân số của xã này là 364 người.